# Вакалео схоутени
Вакалео схоутени — вид плотоядных сумчатых, который был обнаружен на окаменелостях в Южной Австралии.

## Описание
Вид, отнесенный к Вакалео и напоминающий современное животное олигоцена, Wakaleo pitikantensis. Это были хищники среднего размера, которые, вероятно, охотились на деревьях или устраивали засаду на добычу с ветки. Расчеты размера с использованием метода статистического анализа для прогнозирования размера тела, полученные из 164 миллиметров для наибольшей длины черепа, указывают на вес 22,6 или 24,0 килограммов. Другая оценка с использованием уравнений регрессии, ранее использовавшихся при расчетах размера тела для Thylacoleo carnifex, очень крупного плотоядного животного, привела к значению около 5 кг, которое авторы описания сочли слишком маленьким. Зубной ряд предполагает, что W. schouteni, возможно, был всеядным, но указывает на переход к гиперплотоядности рода в течение миоцена.
Распространение вида включало территорию Всемирного наследия ЮНЕСКО Риверсли на северо-западе Квинсленда, в отложениях, датируемых поздним олигоценом — ранним миоценом. Предположение о по крайней мере частично древесном образе жизни основывается на типах лесов, которые существовали в олиго-миоцене в Риверсли, открытых лесных массивах с более поздним развитием тропических лесов. Морфология плечевой кости предложена в поддержку этой концепции как скального и древесного хищника, будучи сходной со структурой руки и плеча у таких видов, как Phascolarctos cinereus, родственная коала и пятнистый кускус Spilocuscus maculatus.